# Пољска култура током Другог светског рата
Пољска култура током Другог светског рата била је потиснута од стране окупационих сила Трећег рајха и Совјетског Савеза, од којих су обе биле непријатељски расположене према пољском народу и културном наслеђу. Политике усмерене на
културни геноцид довеле су до смрти хиљада научника и уметника, те крађе и уништавања небројених културних артефаката. „Злостављање Пољака било је један од многих начина на које су нацистички и совјетски режими постали слични један другом“, написао је британски историчар Најл Фергусон.
Окупатори су опљачкали и уништили велики део пољског културног и историјског наслеђа док су прогонили и убијали припаднике пољске културне елите. Већина пољских школа је затворена, а оне које су остале отворене су значајно промениле наставни план и програм.
Ипак, подземне организације и појединци — посебно Пољска подземна држава — спасили су велики део највреднијег културног блага Пољске и радили на томе да спасу што више културних институција и артефаката. Католичка црква и богати појединци допринели су опстанку неких уметника и њихових дела. Упркос озбиљној одмазди од стране нациста и Совјета, пољске подземне културне активности, укључујући публикације, концерте, позориште уживо, образовање и академска истраживања, настављене су током целог рата.

## Позадина
Године 1795. Пољска је престала да постоји као суверена нација и током 19. века остала је степеном подељена између пруског, аустријског и руског царства. Тек пред крај Првог светског рата независност је обновљена и нација се поново ујединила, иако је повлачење граничних линија, нужно, било спорно питање. Независна Пољска је трајала само 21 годину пре него што је поново нападнута и подељена међу страним силама.
Дана 1. септембра 1939. Немачка је напала Пољску, започевши Други светски рат у Европи, а 17. септембра, у складу са пактом Молотов-Рибентроп, Совјетски Савез је извршио инвазију на Пољску. Након тога, Пољска је поново подељена — између ове две силе — и остала је под окупацијом током већег дела рата. До 1. октобра, Немачка и Совјетски Савез су у потпуности прегазили Пољску, иако се пољска влада никада није формално предала, и убрзо је формирана Пољска подземна држава, подређена пољској влади у егзилу. Трећи рајх је 8. октобра анектирало западне области предратне Пољске и, у остатку окупиране области, успоставило Генералну владу. Совјетски Савез је морао привремено да одустане од територијалних добитака које је остварио 1939. године због немачке инвазије на Совјетски Савез, али је трајно поново анектирао већи део ове територије након што ју је поново освојио средином 1944. године. Током рата, Пољска је изгубила преко 20% свог предратног становништва усред окупације која је означила крај Друге Пољске Републике.

## Уништавање пољске културе

### Немачка окупација

#### Политика
Политика Немачке према пољској нацији и њеној култури еволуирала је током рата. Многим немачким званичницима и војним официрима у почетку нису дате јасне смернице о поступању са пољским културним институцијама, али се то брзо променило. Непосредно након инвазије на Пољску у септембру 1939. године, влада Трећег рајха је спровела прве фазе („мали план“) Генералплан Ост. Основну политику је изнела берлинска канцеларија за расну политику у документу под насловом „О третману становника бивших пољских територија, са расно-политичког становишта”. Словенски народ који је живео источно од предратне немачке границе требало је да буде германизован, поробљен или искорењен, у зависности од тога да ли је живео на територијама директно припојеним Немачкој држави или у Генералној влади.
Велики део немачке политике према пољској култури формулисан је током састанка између гувернера Генералне владе Ханса Франка и нацистичког министра пропаганде Јозефа Гебелса у Лођу 31. октобра 1939. године. Гебелс је изјавио да „пољски народ није достојан да се назива културном нацијом“. Франк и он су се сложили да могућности за Пољаке да искусе своју културу треба озбиљно да буду ограничене: нема позоришта, биоскопа или кабареа; нема приступа радију или штампи; а нема ни образовања. Франк је предложио да се Пољацима повремено приказују филмови који наглашавају достигнућа Трећег рајха и да се на крају обраћају само мегафоном. Током наредних недеља затворене су пољске школе изнад средњег стручног нивоа, као и позоришта и многе друге културне институције. Затворене су и једине новине на пољском језику које су излазиле у окупираној Пољској, а почела су и хапшења пољских интелектуалаца.
У марту 1940. све културне активности доспеле су под контролу Генералног владиног Одељења за народно образовање и пропаганду (Abteilung für Volksaufklärung und Propaganda), чије је име годину дана касније промењено у „Главно одељење за пропаганду“ (Hauptabteilung Propaganda). Даље директиве издате у пролеће и рано лето одражавале су политику коју су зацртали Франк и Гебелс током претходне јесени. Једна од најранијих уредби Одељења забрањивала је организовање свих културних активности осим „најпримитивнијих“ без претходног одобрења Одељења. Спектакли „ниског квалитета“, укључујући и оне еротске или порнографске природе, били су, међутим, изузетак — требало је да се популаризују како би се смирило становништво и да би се свету показала „права“ пољска култура, као и да би се створио утисак да Немачка није спречавао Пољаке да се изразе. Немачки специјалисти за пропаганду позивали су критичаре из неутралних земаља на посебно организоване „пољске“ представе које су посебно осмишљене да буду досадне или порнографске, и представљале их као типичне пољске културне активности. Пољско-немачка сарадња у културним питањима, као што су заједнички јавни наступи, била је строго забрањена. У међувремену, у августу 1940. уведена је обавезна регистрација за писце и уметнике. Затим је у октобру забрањено штампање нових књига на пољском језику; постојећи наслови су цензурисани, а често и конфисковани и повучени.
Године 1941. немачка политика је даље еволуирала, позивајући на потпуно уништење пољског народа, којег су нацисти сматрали „подљудима“ (Untermenschen). У року од десет до двадесет година, пољске територије под немачком окупацијом требало је да буду потпуно очишћене од етничких Пољака и насељене од стране немачких колониста. Политика је донекле опуштена у последњим годинама окупације (1943–44), с обзиром на немачке војне поразе и приближавање Источног фронта. Немци су се надали да ће блажа културна политика умањити немире и ослабити Пољски Отпор. Пољацима је дозвољен повратак у оне музеје који су сада подржавали немачку пропаганду и индоктринацију, као што је новостворени Шопенов музеј, који је наглашавао немачке корене композитора. Ублажена су ограничења за образовање, позоришне и музичке представе.
С обзиром да је Друга пољска република била мултикултурална држава, немачка политика и пропаганда су такође настојали да створе и подстакну сукобе између етничких група, подстичући тензије између Пољака и Јевреја, и између Пољака и Украјинаца. У Лођу су Немци натерали Јевреје да помогну у уништавању споменика пољском хероју Тадеушу Кошћушку и снимили их како чине тај чин. Убрзо након тога, Немци су запалили јеврејску синагогу и снимили пољске пролазнике, приказујући их у пропагандним издањима као „осветољубиву руљу“. Ова политика подела огледала се у одлуци Немаца да униште пољско образовање, док су у исто време показали релативну толеранцију према украјинском школском систему. Како је објаснио високи нацистички званичник Ерих Кох, „Морамо учинити све што је могуће да Пољак када сретне Украјинца буде вољан да убије Украјинца и обрнуто, Украјинац буде вољан да убије Пољака“.

#### Отимачина
Године 1939., када се успостављао окупациони режим, нацисти су конфисковали пољску државну имовину и много приватне имовине. Небројени уметнички предмети су опљачкани и однети у Немачку, у складу са планом који је био састављен много пре инвазије. Пљачку су надгледали стручњаци СС - Аненербе, јединица Ајнзацгрупен, који су били одговорни за уметност, и стручњаци Хаупттреухандстелле Ост, који су били одговорни за више приземније предмете. Значајни предмети које су нацисти опљачкали укључују олтар Веита Стоса и слике Рафаела, Рембранта, Леонарда да Винчија, Каналета и Бачарелија. Већину важних уметничких дела нацисти су „обезбедили“ у року од шест месеци септембра 1939; до краја 1942. немачки званичници су проценили да је „преко 90%“ уметничких дела која је претходно била у Пољској у њиховом поседу. Неке уметности су отпремљене у немачке музеје, као што је планирани Фухрермусеум у Линцу, док је друга уметност постала приватна својина нацистичких званичника. Узето је око 516.000 појединачних уметничких дела, укључујући 2.800 слика европских сликара; 11.000 дела пољских сликара; 1,400 скулптура, 75.000 рукописа, 25.000 мапа, и 90.000 књига (укључујући преко 20.000 штампано пре 1800. године); као и стотине хиљада других предмета уметничке и историјске вредности. Чак су и егзотичне животиње узимане из зоолошких вртова.

#### Уништење
Многа места учења и културе — универзитети, школе, библиотеке, музеји, позоришта и биоскопи — су или затворена или означена као „Nur für Deutsche“ (Само за Немце). Током рата уништено је 25 музеја и низ других институција. Према једној процени, до краја рата уништено је 43% инфраструктуре пољских образовних и истраживачких институција и 14% музеја. Према другом, само 105 од 175 предратних пољских музеја су преживели рат, а само 33 од ових институција су успеле да се поново отворе. Од 603 предратних пољских научних институција, отприлике половина је потпуно уништена, а само неколико је преживело рат релативно нетакнуто.
Многи универзитетски професори, као и наставници, адвокати, уметници, писци, свештеници и други припадници пољске интелигенције су ухапшени и погубљени, или транспортовани у концентрационе логоре, током операција као што је АБ-Актион. Ова конкретна кампања резултирала је злогласном Sonderaktion Krakau и масакром професора у Лвову. Током Другог светског рата Пољска је изгубила 39% до 45% својих лекара и зубара, 26% до 57% својих адвоката, 15% до 30% својих наставника, 30% до 40% својих научника и универзитетских професора и 18% до 28% свог свештенства. Јеврејска интелигенција је потпуно истребљена. Образложење иза ове политике јасно је артикулисао нацистички гаулајтер: „У мом округу, [сваки Пољак који] покаже знаке интелигенције биће стрељан.“
Као део свог програма сузбијања пољске културе, немачки нацисти су покушали да униште хришћанство у Пољској, са посебним нагласком на Римокатоличку цркву. У неким деловима окупиране Пољске, Пољацима је било ограничено, или чак забрањено, да присуствују верским службама. Истовремено је одузета црквена имовина, уведена је забрана употребе пољског језика у верским службама, укинуте су организације повезане са Католичком црквом, а забрањено је извођење одређених верских песама — или читање одломака из Библије — у јавности. Најгори услови затечени су у Рајхсгау Вартеланду, који су нацисти третирали као лабораторију за своју антирелигиозну политику. Пољско свештенство и верске вође заузимали су истакнуто место међу деловима интелигенције који су били мета истребљења.
Да би спречили успон нове генерације образованих Пољака, немачки званичници су одредили да се школовање пољске деце ограничи на неколико година основног образовања. Рајхсфирер-СС Хајнрих Химлер је у меморандуму из маја 1940. написао: „Једини циљ овог школовања је да их научи једноставној аритметици, ништа изнад броја 500; како написати своје име; и доктрина да је божански закон послушати Немце. Не сматрам да је знање читања пожељно.“ Ханс Франк му је поновио: „Пољацима нису потребни универзитети ни средње школе; пољске земље треба да буду претворене у интелектуалну пустињу. Ситуација је била посебно тешка на бившим пољским територијама изван Генералне владе, које су биле припојене Трећем рајху. Конкретна политика је варирала од територије до територије, али уопште није било образовања на пољском језику. Немачка политика је представљала крах-германизацију становништва. Пољски наставници су отпуштени, а неки су позвани да присуствују „оријентационим“ састанцима са новом администрацијом, где су или по кратком поступку ухапшени или погубљени на лицу места. Неки пољски ђаци су послани у немачке школе, док су други послани у специјалне школе где су већину свог времена проводили као неплаћени радници, обично на фармама на којима се говорио немачки; говорећи пољски донео је строгу казну. Очекивало се да ће пољска деца почети да раде када заврше основно образовање са 12 до 15 година. На источним територијама које нису укључене у генералну владу (Безирк Бјалисток, Рајхскомесаријат Остланд и Рајхскомесаријат Украјина) многе основне школе су затворене, а већина образовања се одвијала на непољским језицима као што су украјински, белоруски и литвански. У региону Безирк Биалисток, на пример, 86% школа које су постојале пре рата затворено је током прве две године немачке окупације, а до краја следеће године тај број се повећао на 93%.

Стање пољских основних школа било је нешто боље у Генералној влади, иако је до краја 1940. године радило само 30% предратних школа, а похађало их је само 28% предратне пољске деце. Меморандум немачке полиције из августа 1943. описује ситуацију на следећи начин:

„Ученици седе збијени без потребног материјала, а често и без стручног наставног особља. Штавише, пољске школе су затворене током најмање пет месеци од десет месеци школске године због недостатка угља или другог горива. Од двадесет и тридесет пространих школских зграда које је Краков имао пре 1939. године, данас се користе две најгоре зграде... Сваког дана ђаци морају да уче у неколико смена. У таквим околностима, школски дан, који иначе траје пет сати, своди се на један сат.”
У Генералној влади, преостале школе су биле потчињене немачком образовном систему, а број и компетенције њиховог пољског особља су се стално смањивали. Сви универзитети и већина средњих школа су затворени, ако не одмах након инвазије, онда средином 1940. године. До краја 1940. године ниједна званична пољска образовна институција напреднија од стручне школе није остала у функцији, и нису нудиле ништа осим основне трговачке и техничке обуке потребне за нацистичку економију. Основно школовање требало је да траје седам година, али је настава у последње две године програма требало да буде ограничена на састанке један дан у недељи. Није било новца за грејање школа зими. Одељења и школе требало је спојити, пољски наставници отпуштени, а уштеђевине које су произашле коришћене су за спонзорисање стварања школа за децу немачке мањине или за стварање касарни за немачке трупе. Ниједан нови пољски учитељ није требало да се обучава. Образовни програм је цензурисан; предмети као што су књижевност, историја и географија су уклоњени. Одузети су стари уџбеници и затворене школске библиотеке. Нови образовни циљеви за Пољаке укључивали су да их убеде да је њихова национална судбина безнадежна и да их научи да буду покорни и да поштују Немце. Ово је постигнуто намерним тактикама као што су полицијске рације у школама, полицијске инспекције ученичких ствари, масовна хапшења ученика и наставника и коришћење ученика као принудних радника, често тако што су их транспортовали у Немачку као сезонске раднике.
Немци су били посебно активни у уништавању јеврејске културе у Пољској; готово све тамошње дрвене синагоге су уништене. Продаја јеврејске литературе била је забрањена широм Пољске.
Пољска књижевност се суочила са сличном судбином на територијама које је припојила Немачка, где је била забрањена продаја пољских књига. Јавно уништавање пољских књига није било ограничено на оне заплењене из библиотека, већ је укључивало и оне књиге које су заплењене из приватних кућа. Последњи наслови пољских књига који нису већ били забрањени повучени су 1943; одузети су чак и пољски молитвеници. Убрзо након почетка окупације, већина библиотека је затворена; у Кракову је око 80% библиотека одмах затворено, док су преостале њихове збирке десетковала цензура. Окупаторске силе су уништиле пољске збирке књига, укључујући Библиотеку Сејма и Сената, Имаоску библиотеку Пржеџецког, Имску библиотеку Замојски, Централну војну библиотеку и Збирку Раперсвил. Године 1941. у Варшави је затворена последња преостала пољска јавна библиотека на територијама које су окупирали Немци. Варшавске библиотеке су током рата изгубиле око милион томова, или 30% својих збирки. Више од 80% ових губитака било је директан резултат чистки, а не ратних сукоба. Све у свему, процењује се да је око 10 милиона свезака из државних библиотека и институција страдало током рата.
Заплењене су пољске заставе и други симболи. Рат против пољског језика укључивао је рушење натписа на пољском и забрану пољског говора на јавним местима. Особе које су говориле пољски на улицама често су биле вређане, па чак и физички нападане. Завладала је германизација назива места. Многа блага пољске културе – укључујући споменике, плоче и споменике националним херојима (нпр. споменик Адаму Мицкјевичу у Кракову) – су уништена. У Торуњу су срушени сви пољски споменици и плоче. Уништено је на десетине споменика широм Пољске. Нацисти су планирали да сравне читаве градове.

#### Цензура и пропаганда
Немци су забранили објављивање сваке редовне књиге на пољском језику, књижевних студија или научних радова. Године 1940. неколико штампарија под немачком контролом почело је са радом у окупираној Пољској, објављивајући предмете као што су пољско-немачки речници и антисемитски и антикомунистички романи.
Цензура је у почетку циљала на књиге за које се сматрало да су „озбиљне“, укључујући научне и образовне текстове и текстове за које се сматрало да промовишу пољски патриотизам; била је дозвољена само фикција која није имала антинемачки призвук. Забрањена литература је укључивала мапе, атласе и публикације на енглеском и француском језику, укључујући речнике. Направљено је неколико нејавних индекса забрањених књига, а преко 1.500 Пољских писаца су проглашени „опасним по немачку државу и културу“. Индекс забрањених аутора укључио је пољске ауторе као што су Адам Мицкјевич, Јулиусз Словачки, Станислав Виспиански, Болеслав Прус, Стефан Жеромски, Јозеф Игнаци Красзевски, Владислав Рејмонт, Марија Конопничка, Јулиан Тувим, Елиза Орзесзкова, Корнел Макусзински, Леополд Стаф. Само поседовање таквих књига било је незаконито и кажњиво затвором. Продаја књига од врата до врата је забрањена, а књижаре — за које је била потребна дозвола за рад — су или испражњене или затворене.
Пољацима је било забрањено, под казном смрти, да поседују радио. Штампа је смањена са преко 2.000 публикација на неколико десетина, све под цензуром Немаца. Све предратне новине су затворене, а оно мало које је излазило за време окупације биле су нове творевине под тоталном контролом Немаца. Тако темељно уништавање штампе било је без преседана у савременој историји. Једина званично доступна лектира била је пропагандна штампа коју је ширила немачка окупациона администрација. Биоскопи, који су сада под контролом немачке пропагандне машинерије, видели су да својим програмом доминирају нацистички немачки филмови, којима су претходили пропагандни кратки филмови. Неколико пољских филмова који су дозвољени за приказивање (око 20% укупног програма) су монтирани како би се елиминисале референце на пољске националне симболе, као и на јеврејске глумце и продуценте. Неколико пропагандних филмова снимљено је на пољском језику, иако пољски филмови нису приказивани након 1943. Пошто је сав приход од пољских биоскопа званично био усмерен на немачку ратну продукцију, посећеност је обесхрабрила пољско подземље; познати подземни слоган гласио је: „Tylko świnie siedzą w kinie“ („Само свиње иду у биоскоп“). Слична ситуација била је у позориштима, којима су Немци забранили да праве „озбиљне“ спектакле. Заиста, за позоришне сцене створен је низ пропагандних комада. Стога су и позоришне представе бојкотоване од стране подземља. Осим тога, глумци су били обесхрабрени да наступају у њима и упозорени да ће бити означени као сарадници ако се не придржавају. Иронично, ограничења за културне приредбе су ублажена у јеврејским гетима, с обзиром на то да су Немци желели да одвуку пажњу становника гета и да их спрече да схвате своју коначну судбину.
Музика је била најмање ограничена од културних активности, вероватно зато што је Ханс Франк себе сматрао љубитељом озбиљне музике. Временом је наредио да се у главном граду Кракову оснују Оркестар и Симфонија Генералне владе. Бројне музичке представе биле су дозвољене у кафићима и црквама, а пољско подземље је одлучило да бојкотује само пропагандистичке опере. Ликовни уметници, укључујући сликаре и вајаре, били су приморани да се региструју код немачке владе; али је њихов рад углавном толерисан од стране подземља осим ако није преносио пропагандистичке теме. Музеје са капцима замениле су повремене уметничке изложбе које су често преносиле пропагандистичке теме.
Развој нацистичке пропаганде у окупираној Пољској може се поделити у две главне фазе. Првобитни напори били су усмерени ка стварању негативне слике о предратној Пољској, а каснији напори били су усмерени на неговање антисовјетских, антисемитских и пронемачких ставова.

### Совјетска окупација
После совјетске инвазије на Пољску (почетак 17. септембра 1939.) која је уследила након немачке инвазије која је означила почетак Другог светског рата (почетак 1. септембра 1939.), Совјетски Савез је анектирао источне делове („Креси“) Друге Пољске Републике, који обухвата 201.015 km² и становништво од 13 милиона. Хитлер и Стаљин су имали заједнички циљ да униште политички и културни живот Пољске, како би Пољска, према историчару Најлу Фергусону, „престала да постоји не само као место, већ и као идеја“.
Совјетске власти су сматрале служење предратној пољској држави као „злочин против револуције“ и „контрареволуционарну активност“ и хапсиле су многе припаднике пољске интелигенције, политичаре, државне службенике и академике, као и обичне лица за која се сумња да представљају претњу совјетској власти. Више од милион пољских држављана је депортовано у Сибир, многи у концентрационе логоре Гулаг. Други су умрли, укључујући преко 20.000 војних официра који су страдали у масакрима у Катину.
Совјети су брзо совјетизирали припојене земље, уводећи обавезну колективизацију. Наставили су са конфискацијом, национализацијом и прерасподелом приватне и државне пољске имовине. У том процесу забранили су политичке партије и јавна удружења и затворили или погубили њихове лидере као "народне непријатеље". У складу са совјетском антирелигијском политиком, цркве и верске организације су биле прогањане. Дана 10. фебруара 1940. НКВД је покренуо кампању терора против „антисовјетских“ елемената у окупираној Пољској. Мете Совјета су биле особе које су често путовале у иностранство, особе укључене у прекоморску преписку, есперантисти, филателисти, радници Црвеног крста, избеглице, кријумчари, свештеници и чланови верских заједница, племство, земљопоседници, богати трговци, банкари, индустријалци и хотелијери и власници ресторана. Стаљин је, као и Хитлер, радио на елиминисању пољског друштва.
Совјетске власти су настојале да уклоне све трагове пољске историје подручја које је сада под њиховом контролом. Назив „Пољска“ је био забрањен. Пољски споменици су срушени. Све институције демонтиране пољске државе, укључујући универзитет у Лавову, затворене су, а затим поново отворене, углавном са новим руским директорима. Совјетска комунистичка идеологија је постала најважнија у читавом подучавању. Пољску књижевност и студије језика совјетске власти су распустиле, а пољски језик заменио руски или украјински. Паљене су књиге на пољском језику чак иу основним школама. Пољским наставницима није било дозвољено да уђу у школе, а многи су били хапшени. Настава се одвијала на белоруском, литванском и украјинском, по новом просовјетском наставном плану и програму. Као што је пољско-канадски историчар Пјотр Вробел приметио, цитирајући британске историчаре МРД Фоот и ИЦБ Деар, већина научника верује да су „у совјетској окупационој зони услови били само незнатно мање оштри него под Немцима“. У септембру 1939. многи пољски Јевреји су побегли на исток; након неколико месеци живота под совјетском влашћу, неки од њих су желели да се врате у немачку зону окупиране Пољске.
Све публикације и медији били су подвргнути цензури. Совјети су настојали да регрутују пољске левичарске интелектуалце који су били вољни да сарађују. Убрзо након совјетске инвазије, Удружење писаца Совјетске Украјине основало је локално одељење у Лвову; постојало је позориште и радио станица на пољском језику. Пољске културне активности у Минску и Вилњусу биле су слабије организоване. Ове активности су биле строго контролисане од стране совјетских власти, које су се побринуле да те активности прикажу нови совјетски режим у позитивном светлу и оцрне бившу пољску владу.
Међутим, совјетска пропагандно мотивисана подршка културним активностима на пољском језику била је у сукобу са званичном политиком русификације. Совјети су испрва намеравали да постепено укину пољски језик и тако су забранили пољски језик у школама, уличним натписима и другим аспектима живота. Ова политика је, међутим, понекад била обрнута — прво пре избора у октобру 1939; и касније, после немачког освајања Француске. У новембру 1940. Пољаци из Лавова су обележили 85. годишњицу смрти Адама Мицкјевича. Убрзо је, међутим, Стаљин је одлучио да поново спроведе политику русификације. Међутим, поново је преиначио своју одлуку када се појавила потреба за просовјетском пропагандом на пољском језику након немачке инвазије на Совјетски Савез; као резултат тога, Стаљин је дозволио стварање пољских снага на истоку и касније одлучио да створи Комунистичку Народну Републику Пољску.
Многи пољски писци су сарађивали са Совјетима, пишући просовјетску пропаганду. Међу њима су били Јерзи Борејсза, Тадеусз Бои-Зеленски, Казимиерз Брандис, Јанина Брониевска, Јан Брзоза, Теодор Бујницки, Леон Чвистек, Зузанна Гинцзанка, Халина Горска, Мечислав Јаструн, Стефан Једривски, Јерзив Лејзовски, Тадез Лезевски, Тадез Лезис, Јулиус Јалу Курек, Карол Курилук, Леополд Левин, Анатол Микуłко, Јерзи Пански Леон Пастернак, Јулиан Прзибос, Јерзи ПутРибос, Јерзи Равицз, Адолф Рудницки, Вłодзимиерз Сłободник, Влодзимиерз Слободник, Елзбиета Сземплинска, Анатол Стерн, Јулиан Стријковски, Луцјан Сзенвалд, Луцан Сзенвалд, Леополд Тирманд, Ванда Василевска, Станислав Василевски, Адам Важик, Александар Вајнтрауб и Бруно Винавер.
Други пољски писци су, међутим, одбацили совјетска убеђења и уместо тога објављивали у подземљу: Јадвига Чеховичувна, Јежи Хордињски, Јадвига Гамска-Лемпичка, Херминија Наглерова, Беата Обертинска, Остап Ортвин, Тадеуш Пар Пајпер, Тео Парницки. Неки писци, као што је Владислав Броњевски, након неколико месеци сарадње са Совјетима, придружили су се антисовјетској опозицији. Слично, Александра Вата, који је у почетку био наклоњен комунизму, ухапсила је совјетска тајна полиција НКВД -а и протерала га у Казахстан.

## Подземна култура

### Покровитељи
Пољска култура је опстајала у подземном образовању, публикацијама, чак и позоришту. Пољска подземна држава створила је Одељење за образовање и културу (под вођством Станислава Лоренца) које је, заједно са Одељењем за рад и социјално старање (код Јана Станислава Јанковског и касније Стефана Матеје) и Одељења за отклањање последица рата ( под Антонијем Олшевским и Брониславом Домославским ), постали подземни покровитељи пољске културе. Ова одељења су надгледала напоре да се спасу од пљачке и уништавања уметничка дела у државним и приватним колекцијама (пре свега, гигантске слике Јана Матејка које су биле скривене током рата). Састављали су извештаје о опљачканим и уништеним делима и обезбеђивали уметницима и научницима средства да наставе свој рад и издавање и да издржавају своје породице. Тако су спонзорисали подземне публикације (бибуłа) дела Винстона Черчила и Аркадија Фидлера и 10.000 копија пољског буквара за основну школу и наручили уметнике да креирају уметничка дела отпора (која су затим дистрибуирана Операцијом Н и сличним активностима). Повремено су спонзорисане и тајне уметничке изложбе, позоришне представе и концерте.
Други важни покровитељи пољске културе укључивали су Римокатоличку цркву и пољске аристократе, који су такође подржавали уметнике и чували пољско наслеђе (значајни покровитељи су били кардинал Адам Стефан Сапиеха и бивши политичар Јануш Радзивил). Неки приватни издавачи, укључујући Стефана Камиенског, Збигњева Мицнера и издавачку кућу Осолинеум, плаћали су писцима књиге које ће бити испоручене након рата.

### Образовање
Као одговор на немачко затварање и цензуру пољских школа, отпор међу наставницима је скоро одмах довео до стварања великих подземних образовних активности. Најзначајније, Организација тајног учења (Tajna Organizacja Nauczycielska, TON) је створена већ у октобру 1939. Остале организације су створене на локалном нивоу; након 1940. све више их је потчињавао и координирао ТОН, блиско сарађујући са Државним одељењем за културу и образовање подземља, које је основано у јесен 1941. и на чијем је челу био Чеслав Вичех, творац ТОН-а. Настава се одвијала под окриљем званично дозвољених активности или у приватним кућама и другим просторима. До 1942. године око 1.500.000 ученика је учествовало у подземном основном образовању; 1944. године, њен систем средњих школа је покривао 100.000 људи, а универзитетске курсеве похађало је око 10.000 ученика (поређења ради, предратни упис на пољске универзитете износио је око 30.000 за 1938/1939. годину). Више од 90.000 ученика средњих школа похађало је подземну наставу коју је држало скоро 6.000 наставника између 1943. и 1944. у четири округа Генералне владе (са средиштем у градовима Варшави, Кракову, Радому и Лублину). Све у свему, у том периоду у Генералној влади, свако треће дете је добијало неку врсту образовања од подземних организација; тај број се попео на око 70% за децу довољно стару да похађају средњу школу. Процењује се да је у неким руралним областима покривеност образовањем заправо побољшана (највероватније јер су курсеве у неким случајевима организовали наставници који су избегли или депортовани из градова). У поређењу са предратним часовима, приметно је одсуство пољских јеврејских ученика, јер су их нацистички Немци затворили у гета; било је, међутим, подземно јеврејско образовање у гетима, често организовано уз подршку пољских организација попут ТОН-а. Ученици подземних школа често су били и чланови пољског отпора.
У Варшави их је било преко 70 подземних школа, са 2.000 наставника и 21.000 студената. Подземни Варшавски универзитет образовао је 3.700 студената, издајући 64 магистарских и 7 докторских дипломеа. Варшавска политехничка школа под окупацијом образовала је 3.000 студената, издавање 186 дипломе инжењера, 18 докторских и 16 хабилитација. Јагелонски универзитет издао је 468 мастера и 62 докторске дипломе, запослених преко 100 професора и наставника, а опслуживао их је више од 1.000 ученика годишње. Широм Пољске, многи други универзитети и институције високог образовања (музичке, позоришне, уметничке и друге) наставиле су са наставом током целог рата. Спроведена су чак и нека академска истраживања (на пример, Владислав Татаркиевич, водећи пољски филозоф и Зенон Клеменсиевич, лингвиста). Скоро 1.000 Пољски научника су добили средства од Подземне државе, што им је омогућило да наставе своја истраживања.
Немачки став према подземном образовању варирао је у зависности од тога да ли се оно одвијало у Генералној влади или на припојеним територијама. Немци су скоро сигурно схватили пуне размере пољског подземног образовног система око 1943. године, али им је недостајало људство да му стану на крај, вероватно дајући предност ресурсима за суочавање са оружаним отпором. Затварање подземних школа и колеџа у Генералној влади углавном није био главни приоритет за Немце. Године 1943. немачки извештај о образовању признао је да је контрола оног што се учи у школама, посебно у сеоским, била тешка, због недостатка радне снаге, транспорта и активности пољског отпора. Неке школе су полуотворене предавале недозвољене предмете пркосећи немачким властима. Ханс Франк је 1944. приметио да, иако су пољски учитељи били „смртни непријатељи” немачких држава, нису могли сви одмах да се забране. То је на анектираним територијама доживљавано као много озбиљније питање, јер је ометало процес германизације; учешће у подземном образовању на тим територијама је много вероватније резултирало казном концентрационим логором.

### Штампа
Било их је преко 1.000 подземних новина; међу најзначајнијим су били Biuletyn Informacyjny Армије Крајова и Rzeczpospolita Владине делегације за Пољску. Поред објављивања вести (из пресретнутих западних радио преноса), постојале су стотине подземних публикација посвећених политици, економији, образовању и књижевности (на пример, Sztuka i Naród). Највећи забележени обим публикације био је број Biuletyn Informacyjny штампан у 43.000 копија; просечан обим веће публикације био је 1.000–5.000 копија. Пољско подземље је такође објављивало књижице и летке измишљених антинацистичких немачких организација које су имале за циљ ширење дезинформација и снижавање морала међу Немцима. Понекад су се штампале и књиге. Штампани су и други предмети, као што су патриотски постери или лажни постери немачке администрације, који наређују Немцима да евакуишу Пољску или говоре Пољацима да региструју кућне мачке.
Два највећа подземна издавача били су Биро за информисање и пропаганду Војске Крајове и Владина делегација за Пољску. Tajne Wojskowe Zakłady Wydawnicze (Тајна војна издавачка кућа) Јержија Рутковског (подређена Армији Крајова) је вероватно била највећи подземни издавач на свету. Поред пољских наслова, Армијаа Крајова је штампала и лажне немачке новине дизајниране да смање морал окупаторских немачких снага (као део акције Н). Већина пољских подземних штампарија налазила се у окупираној Варшави; до Варшавског устанка у лето 1944. Немци су затекли преко 16 подземих штампарија (чије су посаде обично стрељане или слане у концентрационе логоре). Други највећи центар пољског подземног издаваштва био је Краков. Тамо су се писци и уредници суочили са сличним опасностима: на пример, ухапшена је скоро цела редакција подземног сатиричног листа  Na Ucho, а његови главни уредници погубљени у Кракову 27. маја 1944. године. Na Ucho је био најдужи објављен пољски подземни лист посвећен сатири ; 20 бројеви су излазили почев од октобра 1943. Подземну штампу је подржавао велики број активиста; поред екипа које су управљале штампарским машинама, десетине подземних курира дистрибуирали су публикације. Према неким статистикама, ови курири су били међу подземљем које су Немци најчешће хапсили.
Под немачком окупацијом, професије пољских новинара и писаца су практично елиминисане, јер су имали мало могућности да објављују своје радове. Одељење за културу подземне државе спонзорисало је различите иницијативе и појединце, омогућавајући им да наставе са радом и помажући у њиховом издавању. Романе и антологије објављивале су подземне штампе; преко 1.000 радова објављени су у подземљу током рата. Одржане су књижевне дискусије, а међу истакнутим писцима тог периода који су радили у Пољској били су, између осталих, Кшиштоф Камил Бачињски Леслав Бартелски, Тадеуш Боровски, Тадеуш Бој-Желењски, Марија Домбровска, Тадеуш Гајци, Зузана Гинцзанка, Јарослав Ивашкевич, будући добитник Нобелове награде, Минобел Пашовски, Минобел Пашовско, Вика и Јерзи Завиеиски. Писци су писали о тешким условима у логорима за ратне заробљенике (Константи Илдефонс Галлински, Стефан Флуковски, Леон Кручковски, Андрзеј Новицки и Мариан Пиечал), гетима, па чак и из унутрашњости концентрационих логора (Јан Мариа Гисгес, Халина Голцзова Зофиа Горска (Романовицзова), Тадеусз Холуј, Казимиерз Андрзеј Јаворски и Мариан Кубицки). Многи писци нису преживели рат, међу њима Кшиштоф Камил Бачињски, Вацлав Берент, Тадеуш Бој-Желењски, Тадеуш Гајци, Зузана Гинцзанка, Јулиуш Каден-Бандровски, Стефан Киџињски, Јануш Корчак, Халина Крахелди, Халина Холдвиндер, Тадељуш Хуљдле, Антон Вијеђ, Халина Крахелди. Осендовски, Влођимијеж Пјетрзак, Леон Помировски, Казимир Прзерва-Тетмајер и Бруно Шулц.

### Визуелна уметност и музика
Уз цензуру пољског позоришта (и виртуелног краја пољске радио и филмске индустрије), створена су подземна позоришта, пре свега у Варшави и Кракову, са представама које су се приказивале у различитим подземним просторима. Почетком 1940. године позориштима је управљао Тајни позоришни савет. Четири велике компаније и више од 40 мањих група биле су активне током целог рата, чак и у Гестаповом затвору Павиак у Варшави и у Аушвицу; Створене су и подземне школе глуме. Глумци подземља, од којих су многи званично радили светске послове, укључивали су Карола Адвентовића, Елжбету Баршчевску, Хенрика Боровског, Војчеха Бридзинског, Владислава Хања, Стефана Јараца, Тадеуша Кантора, Мечислава Котларчика, Леона Корзеја, Мечислава Котларчикова, Леона Шчерца, Јану, Бох, М., Арнолда Шифмана, Станиславе Уминске, Едмунда Вирчинског, Марије Вирчинске, Карола Војтиле (који је касније постао папа Јован Павле II), Маријана Виржиковског, Јержија Завјејског и других. Позориште је такође деловало у јеврејским гетима и у логорима за пољске ратне заробљенике.
Пољска музика, укључујући оркестре, такође је отишла у подземље. Врхунски пољски музичари и редитељи (Адам Дидур, Збигњев Џевјецки, Јан Екиер, Барбара Костжевска, Зигмунт Латосзевски, Јерзи Лефелд, Витолд Лутосłавски, Андрзеј Пануфник, Пиотр Перковски, Едмунд Рудницки, Еугениа Вализерски, Јерзи Умиззинска, Јерзи Вализзинска, Вимизвицз, Вимизза, Мира Зиминска) наступали су у ресторанима, кафићима и приватним кућама, а најсмелије су певале патриотске баладе на улицама избегавајући немачке патроле. Писане су родољубиве песме, као што је  Siekiera, motyka, најпопуларнија песма окупиране Варшаве. Постављене су патриотске луткарске представе. Јеврејски музичари (нпр. Владислав Сзпилман) и уметници су такође наступали у гетима, па чак иу концентрационим логорима. Иако су многи од њих умрли, неки су преживели у иностранству, попут Александра Тансмана у Сједињеним Америчким Државама и Едија Рознера и Хенрикових Ворса у Совјетском Савезу.
Визуелне уметности су се бавиле и под земљом. Кафићи, ресторани и приватне куће претворене су у галерије или музеје; неки су затворени, а њихови власници, особље и покровитељи малтретирани, хапшени или чак погубљени. Пољски подземни уметници су Ерик Липињски, Станислав Миедза-Томашевски, Станислав Остоја-Хростоовски и Константи Марија Сопоћко. Неки уметници су радили директно за подземну државу, фалсификовање новца и докумената, и стварање антинацистичке уметности (сатиричне постере и карикатуре) или пољских патриотских симболав. Ова дела су прештампана на подземним машинама, а она намењена јавном излагању су малтерисана по зидовима или осликана као графити. Многе од ових активности координисане су у оквиру Акције Н Операције Бироа за информисање и пропаганду Армије Крајове. Године 1944. три џиновске (6 м или 20 стопа) лутке, карикатуре Хитлера и Бенита Мусолинија, успешно су приказане на јавним местима у Варшави. Неки уметници су забележили живот и смрт у окупираној Пољској; упркос немачким забранама Пољацима да користе фотоапарате, снимљене су фотографије, па чак и филмови. Иако је било немогуће управљати подземном радио станицом, подземне аудиције су снимане и уведене у немачке радије или системе звучника. Дизајниране су и издате подземне поштанске марке. Пошто су Немци забранили и пољске спортске активности, створени су подземни спортски клубови; подземне фудбалске утакмице, па чак и турнири организовани су у Варшави, Кракову и Познању, иако су их обично распршили Немци. Све ове активности подржало је Одељење за културу подземне државе.

### Варшавски устанак
Током Варшавског устанка (август–октобар 1944), људи на територији под контролом Пољске настојали су да поново створе некадашњи свакодневни живот своје слободне земље. Културни живот је био жив и међу војницима и међу цивилним становништвом, са позориштима, биоскопима, поштама, новинама и сличним активностима на располагању. За време устанка одржан је 10. подземни песнички турнир са наградом у оружју (већина пољских песника млађе генерације такође су били припадници отпора). На челу са Антонијем Бохдзиевичом, Биро за информисање и пропаганду Војске Домовине чак је направио три филмске пројекције и преко 30.000 m (98.000 ft) филма који документује борбу. Еугенијуш Локајски је направио око 1.000 фотографија пре него што је умро; Силвестер Браун око 3.000, од којих је 1.500 преживело; Јерзи Томасзевски око 1.000, од којих је 600 преживело.

## Култура у егзилу
Пољски уметници су радили и у иностранству, ван окупиране Европе. Аркадиј Фидлер, са седиштем у Британији са пољским оружаним снагама на Западу, писао је о 303. пољској ловачкој ескадрили. Мелхиор Ванкович је писао о пољском доприносу освајању Монте Касина у Италији. Други писци који су радили у иностранству били су Јан Лецхон, Антони Слонимски, Казимиерз Виерзински и Јулиан Тувим. Било је уметника који су наступали за пољске снаге на Западу, као и за пољске снаге на истоку. Међу музичарима који су наступали за Пољски II корпус у кабареу Полска Парада били су Хенрик Варс и Ирена Андерс. Најпознатија песма војника који су се борили под савезницима била је Czerwone maki na Monte Cassino (Црвени макови на Монте Касину), коју су компоновали Феликс Конарски и Алфред Шулц 1944. године. Било је и пољских позоришта у егзилу и на Истоку и на Западу. Неколико пољских сликара, углавном војника Другог пољског корпуса, радило је током целог рата, укључујући Тадеуша Пјотра Потворовског, Адама Косовског, Маријана Кратохвила, Болеслава Лајтгебера и Стефана Кнапа.

## Утицај на послератну културу
Уместо тога, можда су је ојачали ратни покушаји да се уништи пољска култура. Норман Дејвис је написао у God's Playground: „Године 1945, као награду за неописиве жртве, везаност преживелих за њихову родну културу била је јача него икада раније.“ Слично, блиско повезани подземни разреди, од основних школа до универзитета, били су чвршћи, били су познати по свом високом квалитету, добрим делом због нижег односа ученика и наставника. Настала култура се, међутим, разликовала од културе међуратне Пољске из више разлога. Уништење јеврејске заједнице у Пољској, послератне територијалне промене у Пољској и послератне миграције оставиле су Пољску без својих историјских етничких мањина. Мултикултуралне нације више није било.
Искуство Другог светског рата ставило је свој печат на генерацију пољских уметника која је постала позната као „генерација Колумба“. Појам означава читаву генерацију Пољака, рођену убрзо након што је Пољска поново стекла независност 1918. године, чију адолесценцију је обележио Други светски рат. У својој уметности, они су „открили нову Пољску“ — једну заувек измењену зверствима Другог светског рата и стварањем комунистичке Пољске која је уследила.

Током година, скоро три четвртине пољског народа је истицало важност Другог светског рата за пољски национални идентитет. Многа пољска уметничка дела настала после рата усредсређена су на догађаје из рата. Књиге Тадеуша Боровског, Адолфа Рудничког, Хенрика Гринберга, Мирона Бјалошевског, Хане Крал и других; филмови, укључујући и оне Анджеја Вајде (A Generation, Kanał, Ashes and Diamonds, Lotna, A Love in Germany, Korczak, Katyń); ТВ серије (Four Tank Men and a Dog and Stakes Larger than Life); музика (Powstanie Warszawskie); па чак и стрипови — сва ова разноврсна дела одражавају та времена. Пољски историчар Томаш Шарота је 1996. написао:
„Програми образовања и обуке посебан акценат стављају на период Другог светског рата и на окупацију. Догађаји и појединци повезани са ратом су свеприсутни на телевизији, радију и у штампаним медијима. Тема остаје важан елемент у књижевности и учењу, у филму, позоришту и ликовној уметности. Да не говоримо о томе да политичари то стално користе. Вероватно ниједна друга држава не обележава тако често или тако свечано годишњице везане за догађаје из Другог светског рата.”